# Émirat d'Afghanistan (1929)
 (mars 2023).
La mise en forme du texte ne suit pas les recommandations de Wikipédia : il faut le « wikifier ».
Les points d'amélioration suivants sont les cas les plus fréquents. Le détail des points à revoir est peut-être précisé sur la page de discussion.
- Les titres sont pré-formatés par le logiciel. Ils ne sont ni en capitales, ni en gras.
- Le texte ne doit pas être écrit en capitales (les noms de famille non plus), ni en gras, ni en italique, ni en « petit »…
- Le gras n'est utilisé que pour surligner le titre de l'article dans l'introduction, une seule fois.
- L'italique est rarement utilisé : mots en langue étrangère, titres d'œuvres, noms de bateaux, etc.
- Les citations ne sont pas en italique mais en corps de texte normal. Elles sont entourées par des guillemets français : « et ».
- Les listes à puces sont à éviter, des paragraphes rédigés étant largement préférés. Les tableaux sont à réserver à la présentation de données structurées (résultats, etc.).
- Les appels de note de bas de page (petits chiffres en exposant, introduits par l'outil «  Source ») sont à placer entre la fin de phrase et le point final[comme ça].
- Les liens internes (vers d'autres articles de Wikipédia) sont à choisir avec parcimonie. Créez des liens vers des articles approfondissant le sujet. Les termes génériques sans rapport avec le sujet sont à éviter, ainsi que les répétitions de liens vers un même terme.
- Les liens externes sont à placer uniquement dans une section « Liens externes », à la fin de l'article. Ces liens sont à choisir avec parcimonie suivant les règles définies. Si un lien sert de source à l'article, son insertion dans le texte est à faire par les notes de bas de page.
- La présentation des références doit suivre les conventions bibliographiques. Il est recommandé d'utiliser les modèles {{Ouvrage}}, {{Chapitre}}, {{Article}}, {{Lien web}} et/ou {{Bibliographie}}. Le mode d'édition visuel peut mettre en forme automatiquement les références.
- Insérer une infobox (cadre d'informations à droite) n'est pas obligatoire pour parachever la mise en page.

Pour une aide détaillée, merci de consulter Aide:Wikification.
Si vous pensez que ces points ont été résolus, vous pouvez retirer ce bandeau et améliorer la mise en forme d'un autre article.
18 janvier 1929 – 13 octobre 1929
Entités précédentes :
- Royaume d'Afghanistan

Entités suivantes :
- Royaume d'Afghanistan

L'Émirat d'Afghanistan est un État non reconnu dirigé par les Saqqawistes et qui existe de janvier à octobre 1929.
Habibullāh Kalakāni devient le seul émir de l'État le 18 janvier 1929. Après la chute de Kalakāni le 13 octobre 1929, l'émirat prend fin.
Leur domination sur l'Afghanistan est connue dans l'histoire de l'Afghanistan sous le nom de période saqqawiste.

## Divisions administratives

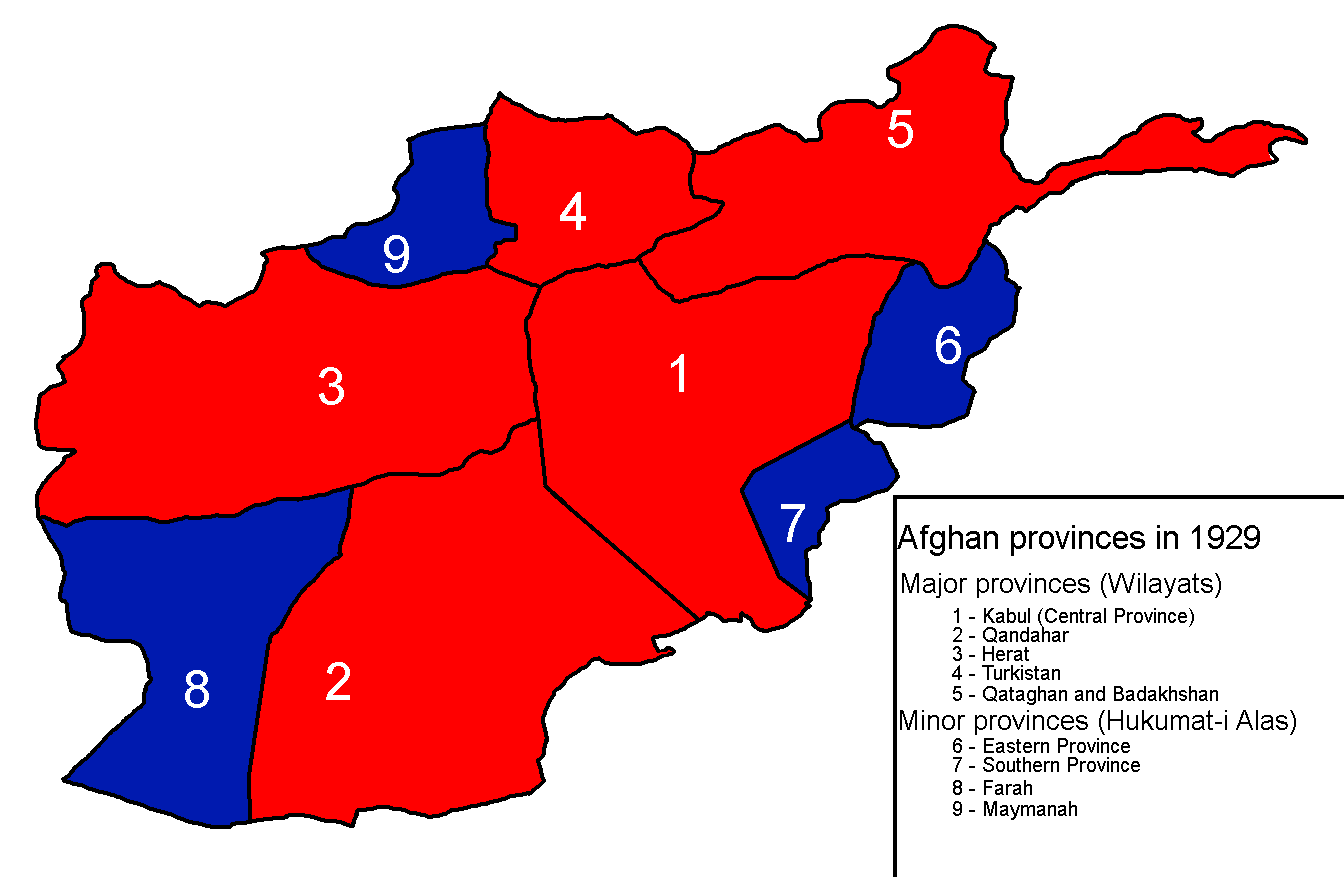
Provinces d'Afghanistan en 1929.

## Gouvernement
Une fois au pouvoir, les Saqqawistes abolissent la conscription et la fiscalité, et ferment les écoles.

### Fonctionnaires
Après avoir pris le contrôle de Kaboul, Kalakāni nomme un certain nombre de personnes au pouvoir, notamment :
- Shayr Jan, ancien commandant de cavalerie, comme ministre de la Cour.
- Ata al-Haqq comme ministre des Affaires étrangères.
- Abd al-Ghafur Khan, fils de Muhammad Shah Tarabi de la tribu Safi, comme ministre de l'intérieur.
- Malik Muhsin en tant que gouverneur général de la province centrale.
- Sayyid Husayn comme ministre de la Défense.
- Purdil Khan comme maréchal de l'armée puis ministre de la Défense.
- Abd al-Wakil Khan en tant que maréchal de l'armée aux côtés de Purdil Khan.
- Hamid Allah comme "sardar honoraire".
- Sayyid Muhammad en tant que commandant de l'Arg.
- Mirza Mujtaba Khan au poste de ministre des Finances.
- Muhammad Mahfuz comme ministre de la guerre.
- Kaka Muhsin du clan Kacharlu en tant que gouverneur de Hazarahjat (centré sur Bihsud).
- Muhammad Karim Khan comme gouverneur de Ghazni.
- Khwajah Mir Alam en tant que gouverneur de Mazar-i-Sharif.
- Ghulam Muhammad Khan comme gouverneur de Tagab.
- Chighil Khan en tant que gouverneur de Charikar.
- Nadir Ali comme gouverneur du Jaghori et du Malistan.

### Liberté de mouvement
Le 9 mai 1929, Kalakāni adopte un décret à Kaboul qui interdit aux citoyens de Kaboul de quitter la ville sans autorisation, même dans les zones contrôlées par le gouvernement : Bandar-i Arghandah, Charasya, Bini Hisar, Butkhak, Kutal-i Pay Manar, Kutal-i Khayr Khanah, Maydan, Jalriz, Logar, Khurd Kaboul, Tangi Gharu ou Dih Sabz.

## Économie
Pendant un certain temps, Kalakāni s'appuie sur le trésor royal pour payer son armée, sans prélever d'impôts. Cependant, lorsque le trésor s'épuise, la fiscalité est rétablie afin de couvrir les dépenses de son armée. Des revenus sont collectés en forçant de riches marchands tadjiks à contribuer à son trésor.

## Militaire
Les Saqqawistes maintiennent une armée pendant leur période de contrôle. Le 14 avril 1929, Fayz Muhammad estime le nombre de saqqawistes à 20 000.

## Culture
Le gouvernement saqqawiste célèbre le jour de l'indépendance afghane pendant cinq jours (au lieu des huit habituels) à partir du 19 août 1929. Kalakani dépense 60 000 roupies afghanes pour les célébrations et espère pouvoir profiter de l'occasion pour tenter de gagner la population afghane. Kalakani prononce un discours le 19 août – le contenu du discours est inconnu, mais Fayz Muhammed fait remarquer que Kalakani "se tient là à raconter mensonge après mensonge sur la façon dont les choses sont vraiment".

## Relations internationales
Malgré la prise de contrôle de Kaboul, le gouvernement saqqawiste d'Afghanistan n'obtient aucune reconnaissance diplomatique. Néanmoins, les Saqqawistes s'allient au mouvement Basmachi, leur permettant d'opérer dans le nord de l'Afghanistan. Ils révoquent le "Pacte de neutralité et de non-agression" que l'Afghanistan signe avec l'Union soviétique après la fin du conflit d'Urtatagai, qui oblige l'Afghanistan à restreindre les raids frontaliers de Basmachi.